# Сиско, Ченс
Ченс Томас Лео Сиско (англ. Chance Thomas Leo Sisco; 24 февраля 1995, Корона, Калифорния) — американский бейсболист, кэтчер фарм-системы клуба Главной лиги бейсбола «Миннесота Твинс». Также известен по выступлениям за «Балтимор Ориолс» и «Нью-Йорк Метс».

## Карьера
Ченс Сиско родился 24 февраля 1995 года в Короне в Калифорнии. Там же окончил старшую школу Сантьяго. На драфте Главной лиги бейсбола 2013 года он был выбран «Балтимором» под общим 61-м номером во втором раунде. После этого Сиско отказался от спортивной стипендии в Орегонском университете и подписал с клубом контракт.
Профессиональную карьеру Сиско начал в 2013 году в составе команд младших лиг «Галф-Кост Ориолс» и «Абердин Айронбердс». Суммарно он сыграл в 31 матче, отбивая с показателем 37,1 %. Сезон 2014 года он провёл в составе клуба «Делмарва Шорбердс» в Южно-Атлантической лиге. По итогам чемпионата он стал лучшим отбивающим лиги с показателем 34,0 %. В 2016 году Сиско выступал за «Норфолк Тайдс» в лиге уровня AAA. В июле того же года он принял участие в матче всех звёзд будущего.
В основной состав «Ориолс» он был переведён 1 сентября 2017 года. На следующий день Сиско дебютировал в Главной лиге бейсбола, выйдя на поле в девятом иннинге матча против «Торонто Блю Джейс».
Сезон 2021 года Сиско начал в составе «Ориолс». В июне он был выставлен на драфт отказов и перешёл в «Нью-Йорк Метс». В составе обоих клубов он принял участие в 28 играх, отбивая с показателем 14,9 %. Ещё 46 матчей он сыграл на уровне AAA-лиги за «Норфолк Тайдс» и «Сиракьюз Метс». После окончания сезона Сиско получил статус свободного агента. В апреле 2022 года он подписал контракт игрока младшей лиги с «Миннесотой».